# Waldemar Kwiatkowski
Waldemar Stanisław Kwiatkowski (ur. 1937 w Cechówce, zm. 8 października 2003) – polski uczony, specjalista w dziedzinie miernictwa elektrycznego, profesor doktor habilitowany Politechniki Warszawskiej. 

## Życiorys
Urodził się w rodzinie kolejarza, pracował w Zakładach Aparatury Pomiarowej Era i równocześnie uczył się w technikum elektrycznym, które ukończył w 1955. Następnie studiował na Wydziale Elektrycznym Politechniki Warszawskiej, w 1960 obronił pracę magisterską. Od 1961 pracował w Katedrze Miernictwa Elektrycznego, w 1966 obronił przygotowaną pod kierunkiem prof. Stefana Lebsona pracę doktorską dotyczącą optymalizacji konstrukcji mierników elektromagnetycznych. W 1973 habilitował się, a rok później został docentem. W 1979 nadano mu tytuł profesora i otrzymał stanowisko profesora nadzwyczajnego w Politechnice Warszawskiej. Współpracował z ośrodkiem Polskiej Akademii Nauk w Poznaniu, gdzie pracowano nad technologią właściwości cienkich warstw ferromagnetycznych. Waldemar Kwiatkowski opracował wówczas pierwsze na świecie sposoby zastosowania tych warstw przy budowie przetworników pomiarowych, był inicjatorem wdrożenia tej technologii w zielonogórskich zakładach Lumel, gdzie produkowano aparaturę pomiarową. Ogółem wdrożył do produkcji siedemnaście urządzeń i jedną technologię, był współtwórcą czterech patentów, które przyznano zakładom Lumel, uczestniczył przy opracowaniu nowej generacji mierników tablicowych, które tam produkowano. Od 1976 do 1991 był dyrektorem Instytutu Elektrotechniki Teoretycznej i Miernictwa Elektrycznego na Wydziale Elektrycznym PW. Współpracował z niemieckimi ośrodkami prowadzącymi badania z zakresu fizyki i technologii elementów ferromagnetycznych, odbył tam staże naukowe. Po 1989 należał do grupy twórców Wyższej Szkoły Ubezpieczeń i Bankowości w Warszawie.
Pochowany na Cmentarzu prawosławnym w Warszawie (kw. 97, rząd 9, grób 13).

## Dorobek naukowy
Waldemar Kwiatkowski specjalizował się w miernictwie elektrycznym, posiadał wiedzę z teorii ferromagnetyzmu, fizyki cienkich warstw i najnowszych materiałów amorficznych. Dzięki temu był autorem i współautorem ok. dziewięćdziesięciu artykułów opublikowanych w prasie polskiej i dziewięciu czasopismach zagranicznych, uzyskał dwanaście patentów, z których wdrożono do produkcji siedem, był autorem trzydziestu dwóch opracowań badawczo-projektowych, dwóch monografii, ośmiu książek i skryptów. Recenzował ponad dwadzieścia prac doktorskich, kilkanaście habilitacji i wniosków profesorskich. Wchodził w skład Komitetu Elektrotechniki PAN, gdzie w latach 1972-1992 przewodniczył sekcji Elektrometeorologii. Ponadto był członkiem Towarzystwa Naukowego Miar i Danych dla Nauki oraz członkiem Komisji Nagród Państwowych.

## Odznaczenia
- cztery  nagrody Ministra Edukacji,
- dziewięć nagród Rektora Politechniki Warszawskiej,
- medal Za Zasługi dla Politechniki (1978),
- Złoty Krzyż Zasługi (1977),
- Krzyż Kawalerski Orderu Odrodzenia Polski (1982),
- medale za zasługi dla pożarnictwa i LOK.